# جوزف مازلو
جوزف مازلو (به انگلیسی: Joseph Mazzello) (زاده ۲۱ سپتامبر ۱۹۸۳) بازیگر، کارگردان، فیلمنامه‌نویس آمریکایی است.
از فیلم‌های معروف او می‌توان به بازی در فیلم پارک ژوراسیک، سه آرزو، بزرگ کردن هلن، سیمون بریچ و اقیانوس آرام اشاره کرد.